# Cheiloneurus pistaciae
Cheiloneurus pistaciae is een vliesvleugelig insect uit de familie Encyrtidae. De wetenschappelijke naam is voor het eerst geldig gepubliceerd in 2008 door Manickavasagam & Mehrnejad.